# Битва при Переде
Битва при Переде — одно из ключевых сражений в ходе революции 1848—1849 годов в Венгрии союзных австрийских и русских войск с венграми, которое произошло 9 (21) июня 1849 года близ венгерского населённого пункта Перед (ныне Тешедиково, Словакия). Победа осталась на стороне союзников и, обеспечив левое крыло австрийской армии, имела важное влияние на дальнейшие действия, так как дала возможность беспрепятственно исполнить задуманный австрийским главнокомандующим план сосредоточения своих главных сил на правом берегу реки Дунай.

## Перед сражением
После боя у деревни Зигард, 20 июня 1849 года, австрийские войска отошли к деревне Перед, но и отсюда были вытеснены войсками Артура Гёргея; однако, прибытие в подмогу австрийцам дивизии Русской императорской армии под командованием генерала Фёдора Сергеевича Панютина дало им возможность перейти в наступление на уже следующий день.
Гергей, имея 18 тысяч человек и 60 пушек, занял позицию у деревни Перед: II корпус (Касонии) — в западной половине селения и далее к западу; III корпус (Лейнингена) — в восточной части селения и до реки Ваага; от II корпуса были отделены 2 батальона и 2 орудийный корпус. Альжо-Селли; Первому корпусу (Надь-Шандора), стоявшему на левом берегу Вааг, напротив деревни Серед, было приказано атаковать это селение как можно напористей.

## Битва
21 июня в 5 часов утра началось наступление союзных войск (28 батальонов, 13 эскадронов и 96 артиллерийских орудий, всего 22 тысячи солдат и офицеров). Правое крыло генерала Херцингера (бригада Тейсинга, а за ней Брянский егерский полк с батареей, слева прикрытие — полк австрийских кирасир) двинулось на Альжо-Селли; венгры очистили это селение и отошли на Киралирев. Центр генерала Панютина (Орловский, Севский и Черниговский полки с тремя батареями, несколько австрийских эскадронов и бригада Потта) — на Перед; левое крыло (бригада Перена) двигалось от деревни Серед.

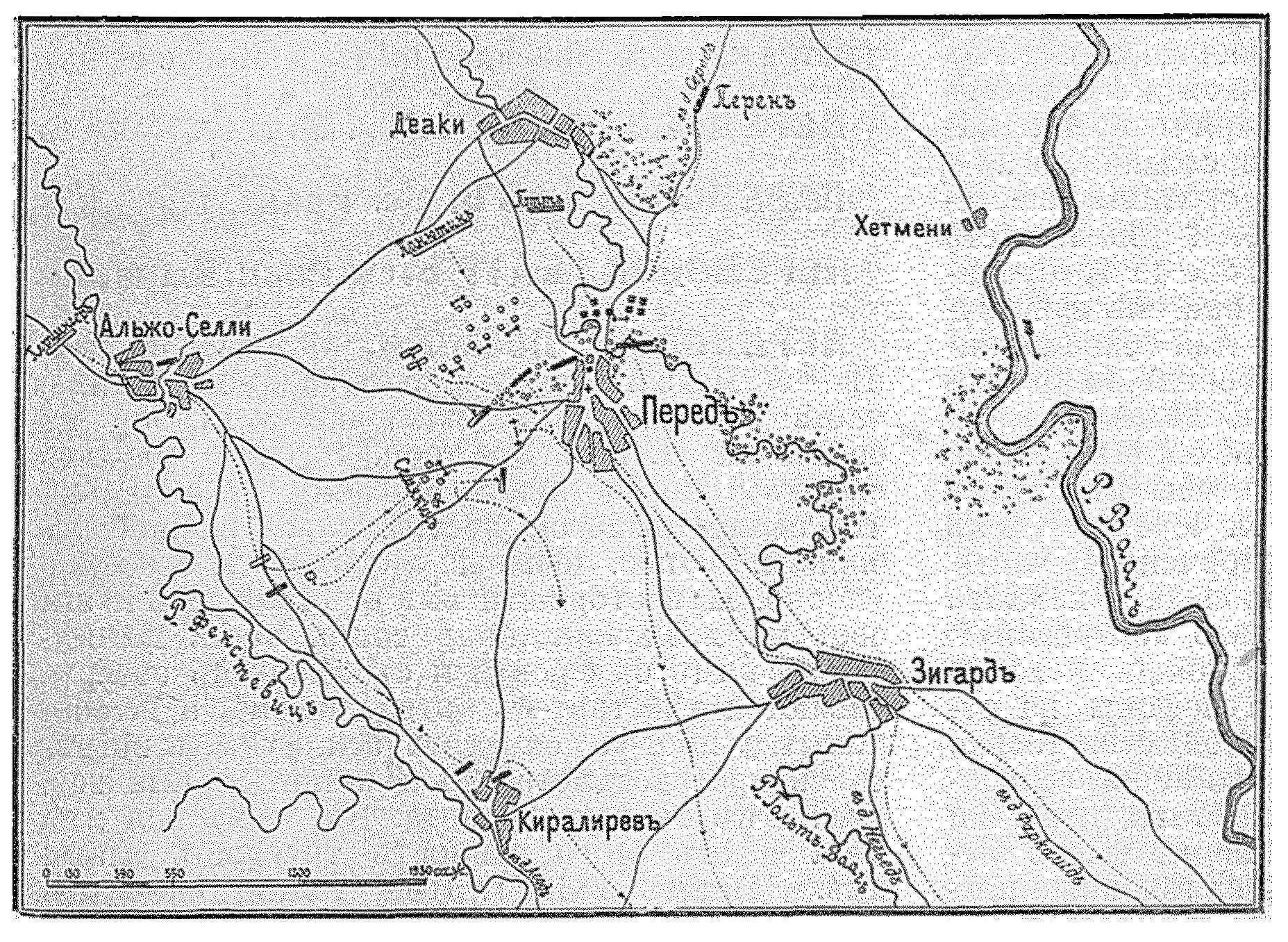
Театр военных действий
(карта из статьи «Перед»
«Военная энциклопедия Сытина»; 1915)

Панютин, подойдя к неприятельской позиции менее, чем на одну версту, остановился; в 9:30 утра по всему фронту начался встречный артиллерийский огонь. В это время Херцингеру было приказано, продолжая движение на Киралирев, частью своих сил охватить левый фланг и тыл неприятельской позиции. Херцингер с этой целью направил полковника К. Р. Семякина с тремя батальонами Брянского полка, 8-ю пушками и 4-я эскадронами кирасир, а сам подошел к Киралиреву и после непродолжительного боя овладел им.
А. Гёргей, обнаружив обход своего левого фланга и заметив, что пехота и артиллерия Касонии расстроены огнем союзной артиллерии и сильно подались назад, решил бросить на войска Панютина и Семякина свою кавалерию. Узнав же о взятии союзниками Киралирева, потеря которого угрожала его пути отступления, Гергей лично поспешил туда и направил в подкрепление два батальона и две пушки Раковского. Несмотря на храбрость венгерских гусар, их повторные атаки на русский центр окончились неудачей.

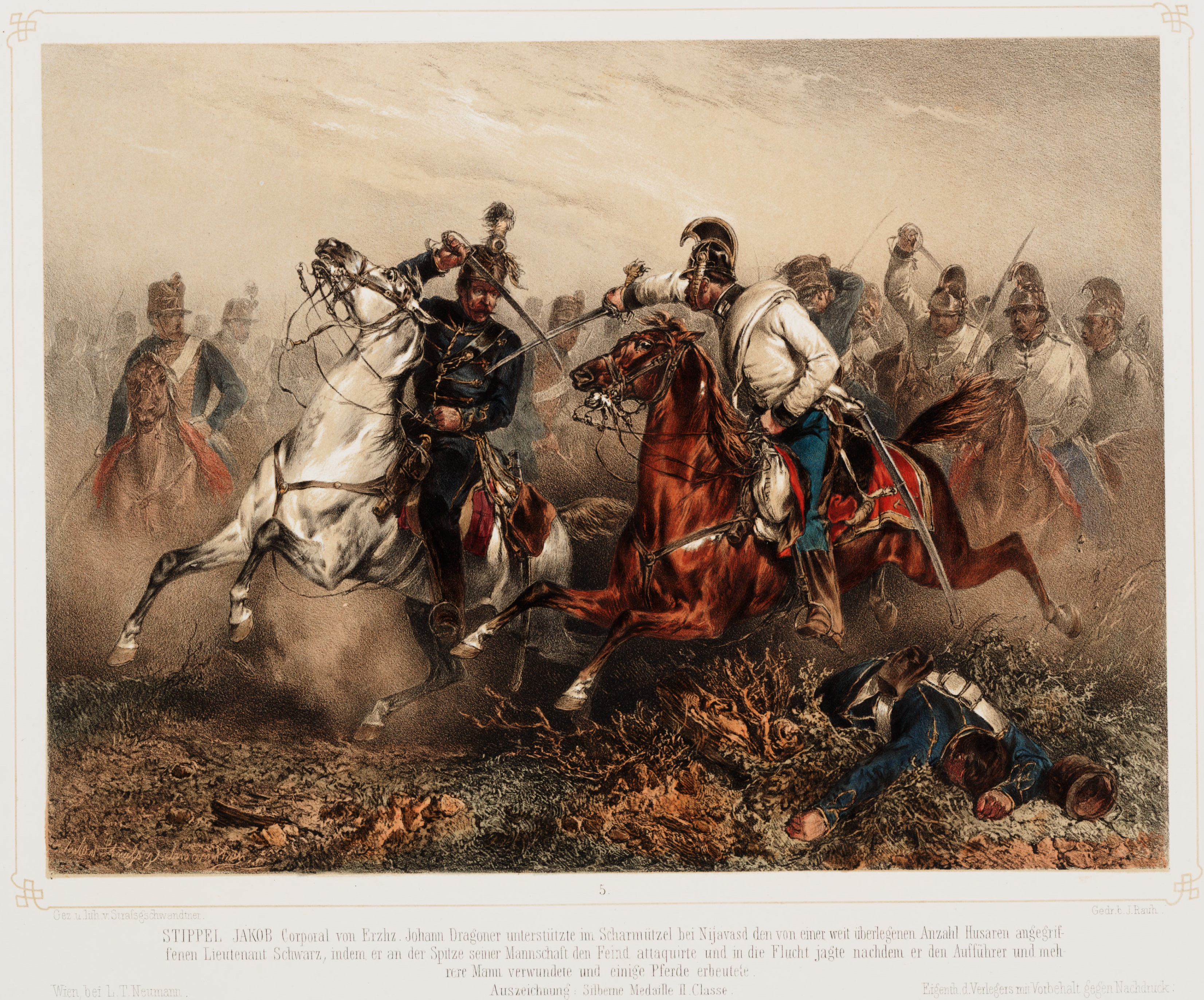
Эпизод боя при Переде

Отряд Семякина, наведенный конницей на скрыто расположенные венгерские батареи, потерпел значительный урон и вынужден был на некоторое время приостановиться. Но и здесь скоро успех боя перешел на сторону Панютина: неприятельская артиллерия отошла назад, все кавалерийские атаки были отбиты. В то время, когда происходили эти бои, бригада Перена атаковала правый фланг противника. Пользуясь этим и ослаблением огня в центре, Панютин около 14 часов перешел в наступление. Два батальона Черниговцев овладели рощей западнее, а сам Панютин с 3 батальонами севцев ворвался в селение, где загорелся бой. В то же время австрийцы стали обходить Перед с востока, и Гергей, опасаясь за путь отступления III корпуса, приказал ему отходить к селу Зигард. На правом крыле союзников бой в это время шел с переменным успехом: Херцингер, заняв Киралирев, послал на помощь Семякину батальон Брянцев с артиллерией таким образом, ослабив себя, не мог противостоять прибывшему отряду Раковского. Он вынужден был очистить это селение и отойти к Альжо-Селли. Но этот успех уже не мог поправить общего дела, так как главные силы Гергея уже отступали по всему фронту.

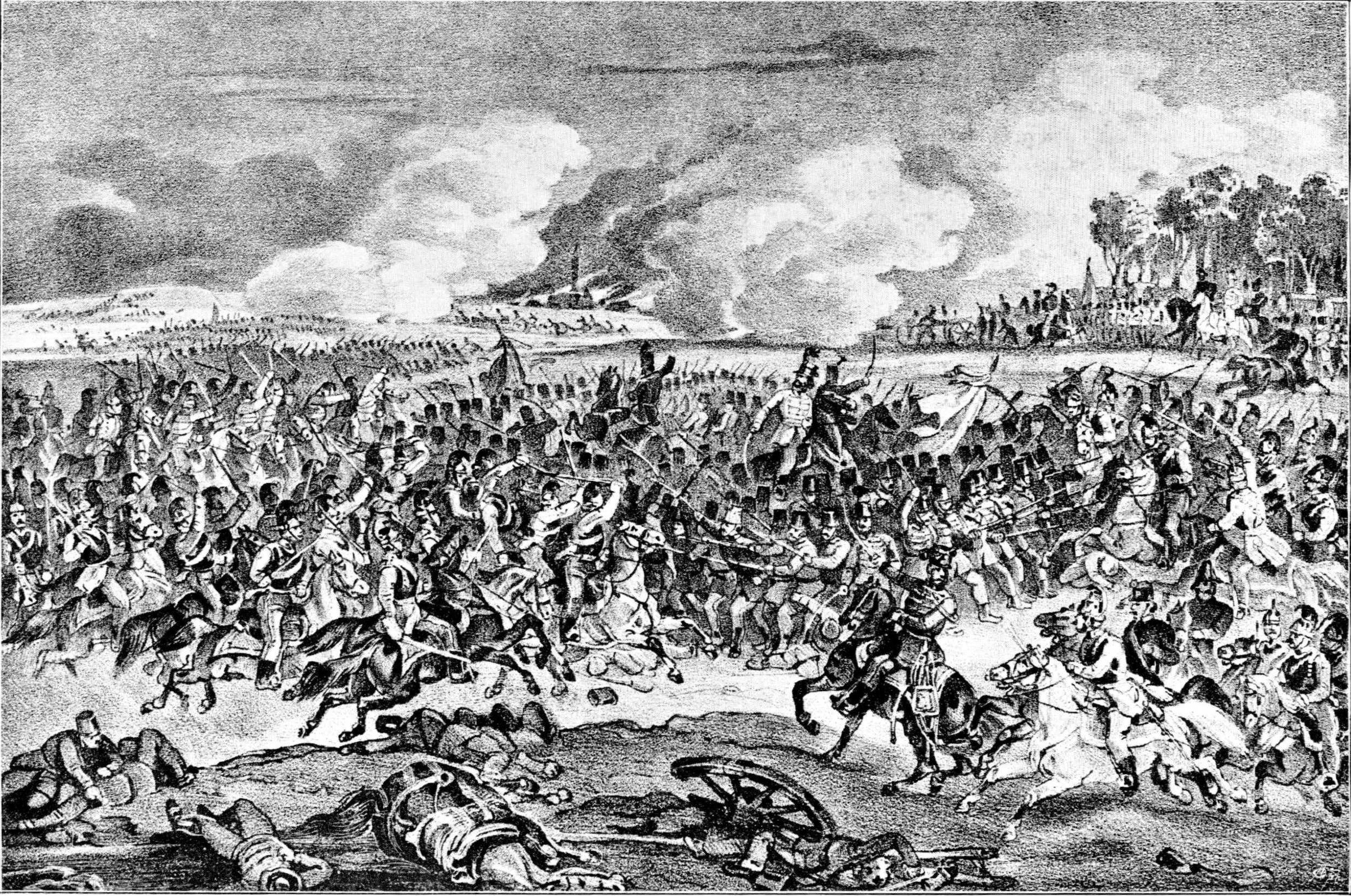
Сражение при Переде

Отряд Семякина двинулся на Киралирев и после небольшой перестрелки занял его. Неприятель, прикрываясь конницей, поспешно отошел к селению Шерег-Акол (на Нейгейзельском рукаве). Гергей, надеясь ещё на действия I корпуса в тыл противнику, хотел задержаться у Зигарда, но не получая известий от Надь-Шандора и узнав о захвате Киралирева, стал отходить к деревням Фаркашд и Невьед (на Вааге). Только в 9 часов вечера австрийцы атаковали Фаркашд и заняли его; но усталость войск и наступившая темнота помешали дальнейшему преследованию. Невьед был занят только на другой день, а за ночь венгры отошли за реку Вааг, уничтожив мосты у Невьеда и Шерег-Акола.
Русские потеряли около 200 офицеров и нижних чинов; австрийцы (считая и 20 июня) — 460 человек, а венгерцы до 500 человек и около 2000 попало в плен к союзникам.
Победа при Переде, обеспечив левое крыло австрийской армии, имела важное стратегическое значение, так как давала австрийцам возможность беспрепятственно выполнить задуманный план — сосредоточить свои силы на правом берегу реки Дунай.